# Каче (Козенца)
Каче је насеље у Италији у округу Козенца, региону Калабрија.
Према процени из 2011. у насељу је живело 178 становника. Насеље се налази на надморској висини од 187 м.